# علی‌اکبر خمسوی
علی‌اصغر خمسوی از استادان بنام فیزیک در ایران بود. وی در سال ۱۲۸۹ در زنجان متولد شد و در ۲ آبان ۱۳۸۴ درگذشت. از وی در سال‌های ۱۹۴۶ و ۱۹۴۷ میلادی سه مقاله در حوزه فیزیک در مجله نیچر چاپ گردیده است. رضا منصوری مدعی است که عدم موفقیت و سرشناسی او در ایران، به رغم درخشش او در جهان، به دلیل نحوه برخورد محمود حسابی بوده است. مهدی گلشنی این ادعا را مطلقاً دروغ دانست.